# Ray Bradbury
Ray Douglas Bradbury (Waukegan (Illinois), 22 augustus 1920 – Los Angeles, 5 juni 2012) was een Amerikaanse sciencefiction- en fantasyschrijver.

## Loopbaan
Bradbury verhuisde in 1934 naar Los Angeles. Zijn eerste boek, de bundel Dark Carnival, werd in 1947 uitgebracht. Fahrenheit 451 en The Martian Chronicles worden tot zijn belangrijkste werken gerekend.
Bradbury heeft aan een aantal scenario's meegewerkt, waaronder die voor de films Moby Dick en King of Kings (1961), beide geregisseerd door John Huston. Hij schreef alle afleveringen van de sciencefictionserie The Ray Bradbury Theater en een aantal verhalen voor The Twilight Zone.
Bradbury overleed in juni 2012 op 91-jarige leeftijd.

## Belangrijkste prijzen en onderscheidingen
- World Fantasy Award (1977) - Life Achievement
- Gandalf Grand Master Award (1980) - Life Achievement
- Nebula Grand Master Award (1989) - Life Achievement
- Bram Stoker Award (1989) - Life Achievement
  - One More for the Road (2003) - Best Fiction Collection
- Ray Bradbury Award - Ingesteld in 1992 door Science Fiction and Fantasy Writers of America
- Emmy Award (1994) - Screenplay van The Halloween Tree
- National Book Award (2000) - Medal for Distinguished Contribution to American Letters
- Hugo Award
  - Fahrenheit 451 (2004) - Retro Hugo for Best Novel
- National Medal of Arts (2004)
- Pulitzerprijs (2007) - Special Citation
- Ordre des Arts et des Lettres (2007) - Commandeur

## Gedeeltelijke bibliografie
Romans
- The Martian Chronicles (1950 - nl: De laatste Martiaan en uitgebreider als De kronieken van Mars)
- Fahrenheit 451 (1953 - nl: Fahrenheit 451)
- Dandelion Wine (1957)
- Something Wicked this Way Comes (1962 - nl: Aan het prikken van mijn duimen)
- The Halloween Tree (1972)
- Death Is a Lonely Business (1985 - nl:De dood is een eenzaam avontuur)
- A Graveyard for Lunatics (1990)
- Green Shadows, White Whale (1992)
- From the Dust Returned (1999)
- Let's All Kill Constance (2002)
- Farewell Summer (2006)

Verhalenbundels
- Dark Carnival (1947)
- The Illustrated Man (1951 - nl: De geïllustreerde man)
- The Golden Apples of the Sun (1953 - nl: De gouden appels van de zon)
- The October Country (1955 - nl: Macaber carnaval)
- The Day It Rained Forever (1959)
- A Medicine for Melancholy (1959)
- R Is for Rocket (1962 - nl: De R van raket)
- The Small Assassin (1962)
- The Anthem Sprinters and Other Antics (1963)
- The Machineries of Joy (1964)
- The Autumn People (1965)
- S Is for Space (1966)
- Twice 22 (1966)
- I Sing the Body Electric! (1969)
- Long After Midnight (1976 - nl: Lang na middernacht)
- To Sing Strange Songs (1979)
- The Toynbee Convector (1988)
- Quicker Than the Eye (1996)
- Driving Blind (1997)
- One More for the Road (2002)
- The Dragon Who Ate His Tail (2007)
- Now and Forever: Somewhere a Band Is Playing / Leviathan '99 (2007)
- Summer Morning, Summer Night (2007)
- Marionettes, Inc. (2009)
- We'll Always Have Paris (2009)

Poëzie
- When Elephants Last in the Dooryard Bloomed (1973)
- Where Robot Mice and Robot Men Run Round in Robot Towns (1977)
- Twin Hieroglyphs That Swim the River Dust (1978)
- This Attic Where the Meadow Greens (1979)
- The Haunted Computer and the Android Pope (1981)
- Death Has Lost Its Charm for Me (1987)
- I Live by the Invisible (2002)